# Sławomir Peszko
Sławomir Konrad Peszko (Jasło, RP Polònia, 19 de febrer de 1985) és un futbolista polonès. Juga de migcampista i el seu club actual és el Lechia Gdańsk.

## Trajectòria

### Wisla Plock

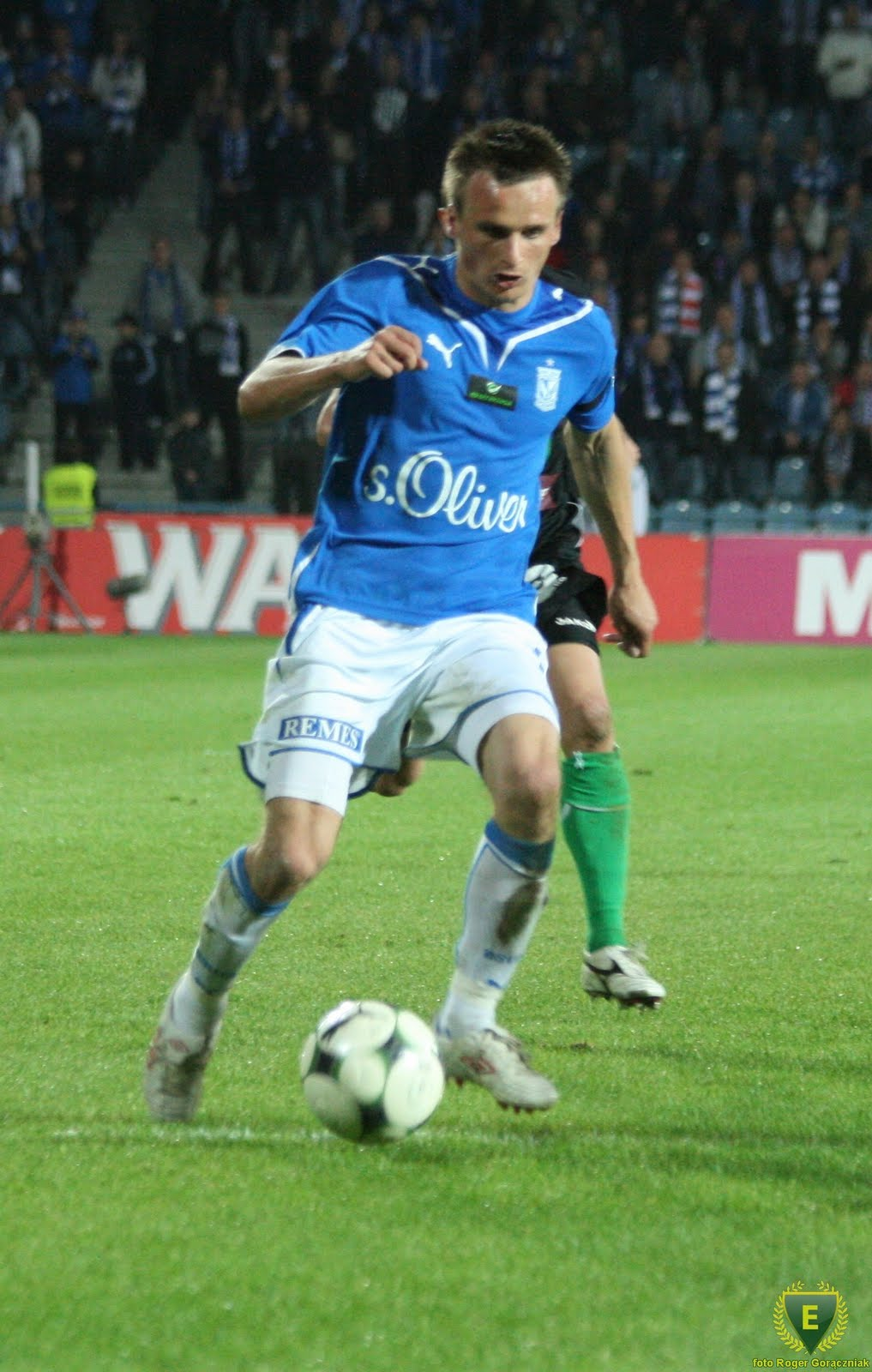
Peszko jugant a Lech Poznań

Peszko va començar la seva carrera en les divisions inferiors del Nafta Jedlicze, però poc després es va unir al Wisla Plock. Allí va ser on va signar el seu primer contracte professional i va fer el seu debut el 28 d'agost de 2002, entrant com a suplent en un partit per la Copa de Polònia davant el Jagiellonka Niewsawa. Va debutar en la lliga temps després durant la temporada 2002-03 i en la campanya subsegüent va esdevenir un titular regular en l'equip.

## Clubs
| Club                            | País       | Any         |
| ------------------------------- | ---------- | ----------- |
| Wisla Plock                     | Polònia    | 2003 - 2008 |
| Lech Poznan                     | Polònia    | 2008 - 2011 |
| 1. FC Köln                      | Alemanya   | 2011 - 2013 |
| Wolverhampton Wanderers (cedit) | Anglaterra | 2012 - 2013 |
| Parma FC                        | Itàlia     | 2013        |
| 1. FC Köln (cedit)              | Alemanya   | 2014-2015   |

## Palmarès

### Campionats nacionals
| Títol                | Club        | País    | Any     |
| -------------------- | ----------- | ------- | ------- |
| Copa de Polònia      | Wisla Plock | Polònia | 2005/06 |
| Supercopa de Polònia | Wisla Plock | Polònia | 2006    |
| Copa de Polònia      | Lech Poznan | Polònia | 2008/09 |
| Supercopa de Polònia | Lech Poznan | Polònia | 2009    |
| Ekstraklasa          | Lech Poznan | Polònia | 2009/10 |